# Nanbanzuke

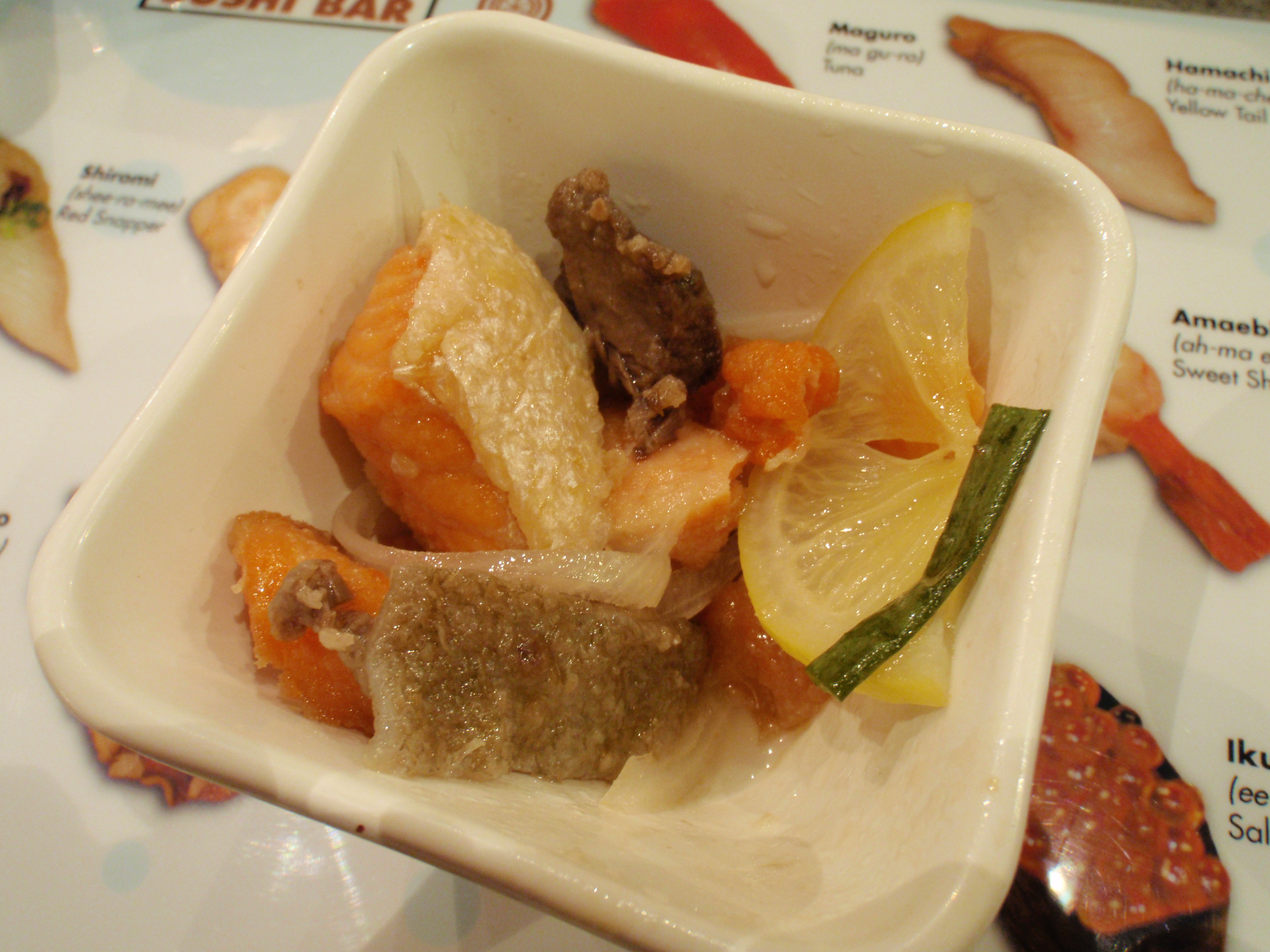
Nanbanzuke được làm từ cá hồi.

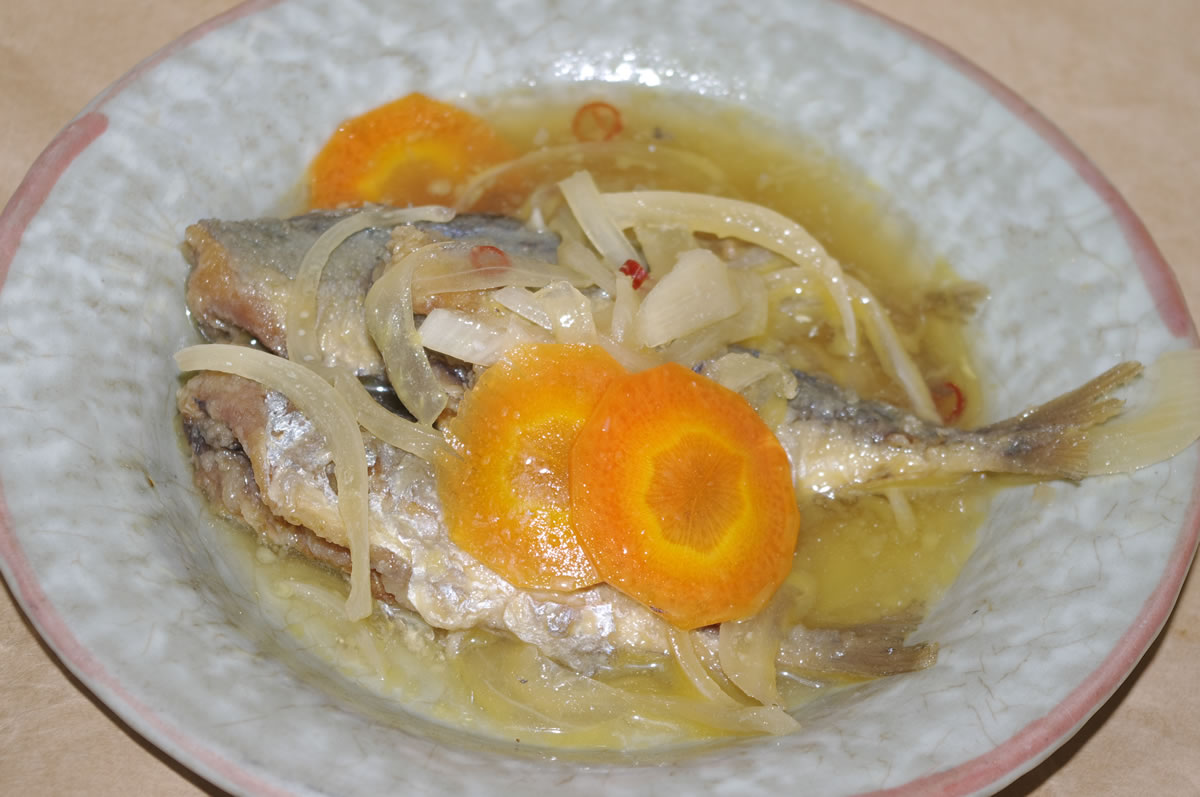
Nanbanzuke được làm từ cá sòng Nhật Bản.

Nanbanzuke hay nanban-zuke (tiếng Nhật: 南蛮漬け(nghĩa đen là "món cá ngâm giấm và được ướp gia vị xuất hiện trong thời kỳ mậu dịch Nanban") là một món cá xuất xứ từ Nhật Bản. Để chế biến món ăn này, một loại cá (thường là cá sòng Nhật Bản hoặc cá ốt me wakasagi) sẽ được chiên lên và sau đó tẩm ướp với hỗn hợp các gia vị gồm giấm, cà rốt, đường và ớt chuông.  Món ăn có điểm giống với món Escabeche; món này được cho là đã được mang tới Nhật Bản bởi những người Bồ Đào Nha trong thời kì mậu dịch Nanban vào thế kỉ 16.